# 단양 피씨
단양 피씨(丹陽皮氏)는 충청북도 단양군을 관향으로 하는 한국의 성씨이다. 시조 피위종(皮謂宗)은 중국 송나라에서 금오위상장군(金吾衛上將軍)을 지내고, 고려 정종 때 동국안렴사(東國按廉使)로 고려에 왔다가 귀화하여 병부시랑(兵部侍郞)을 지내고, 좌사의대부(左司議大夫)로 추증되었다. 피위종의 차남 피인고(皮寅古)가 고려시대에 대상(大相), 평장사(平章事)를 지내고 단산군(丹山君)에 봉해지면서 홍천 피씨에서 분적했다.

## 기원
『조선씨족통보』에 따르며 피씨(皮氏) 연원에 대해서 중국 천수(天水)에서 계출된 성씨로 나타나 있으며 주나라 경사인 번중피(樊仲皮)라는 사람이 공명(功名:공을 세워 널리 알려진 이름)이 있어 이름 마지막 글자인 피자(皮字)를 따서 성(姓)으로 삼았다고 한다. 그뒤 진나라 효제 때 피초(皮初)라는 사람이 위문장을 지냈다고 하며 당나라 때 피일휴와 그의 두아들 피중업, 피광업이 문명을 떨쳤다는 기록이 전한다.

## 시조
시조는 중국 송나라에서 금오위상장군(金吾衛上將軍)을 지낸 피위종(皮謂宗)이다. 피위종은 고려 정종 때 동국안렴사(東國按廉使)로 고려에 왔다가 귀화하여 병부시랑(兵部侍郞)을 지내고, 좌사의대부(左司議大夫)로 추증되었다.
피위종(皮謂宗)의 장남 피인선(皮寅善)이 정당문학(政堂文學), 좌복야(左僕射) 등을 역임하고 홍천군(洪川君)에 봉해졌으며, 차남 피인고(皮寅古)는 대상(大相), 평장사(平章事)를 지내고 단산군(丹山君)에 봉해짐으로써 본관을 단양으로 삼고 홍천 피씨에서 분적했다.

## 분파
- 충경공파(忠敬公派)

## 인물
관직에 오른 주요 인물로는 직학사(直學士) 피맹인(皮孟仁), 한림학사(翰林學士) 피원휴(皮元休), 상서(尙書) 피자휴(皮子休), 현감(縣監) 피원량(皮元亮), 참의(參議) 피재구(皮栽九), 사성(司成) 피영기(皮永基), 참의(參議) 피연길(皮然吉), 한성판윤(漢城判尹) 피세숙(皮世塾), 학자(學者) 피병추(皮秉樞) 등이 있다. 특히 피자휴(皮子休)는 종부사주부(宗簿寺注簿)를 거쳐 상서(尙書)에 이르렀는데, 박학하고 시문(詩文)에 능했다. 고려말 사람인 피원량(皮元亮)은 순창현령(淳昌縣令)으로 있으면서 왜구를 방비하는데 힘썼다. 조선 헌종 때 미산(薇山) 피병추(皮秉樞)는 학문이 넓고 문장에 뛰어난 학자로 이름이 높았다.
- 피자휴(皮子休) : 고려 후기 문신. 고려 공양왕(恭讓王) 2년(1390년) 경오(庚午) 경오방(庚午榜) 병과(丙科) 7위로 문과에 급제하여 상서를 역임했다.[2]

- 피원량(皮元亮) : 고려 후기 관료. 고려 말 순창현령(淳昌縣令)으로 재직할 때 왜구(倭寇)가 침략하자 염군리(廉君利), 고윤덕(高允德) 등과 모의하여, 순창현(淳昌縣)의 남쪽 울타리에 돌사다리를 세우고 높이 올라가 여섯 곳에 돌을 쌓았으며, 그곳에서 왜구의 동정을 살피며 돌을 떨어뜨려 분쇄하고자 하였다. 왜구는 대비가 철저함을 알고 감히 접근하지 못했다.[3]

## 집성촌
- 서울특별시 구로구 천왕동, 오류동[4]

## 인구
단양 피씨는 2000년 통계청의 인구조사에서 436가구, 1,399명이 있는 것으로 조사되었다.

## 같이 보기
- 홍천 피씨
- 괴산 피씨